# Niederaula
Niederaula är en köping (Markt) i Landkreis Hersfeld-Rotenburg i Regierungsbezirk Kassel i förbundslandet Hessen i Tyskland.
Den tidigare kommunen Mengshausen uppgick i Niederaula 31 december 1970. följt av Hattenbach, Kleba, Niederjossa, und Solms 31 december 1971 och Kerspenhausen 1 augusti 1972.